# Otto Rudl
Otto Rudl, auch Otto Rudel (* 12. Dezember 1870 in Brünn, Markgrafschaft Mähren; † 23. März 1951 in Bozen, Südtirol) war ein österreichischer Mundartdichter und Mediziner.

## Leben

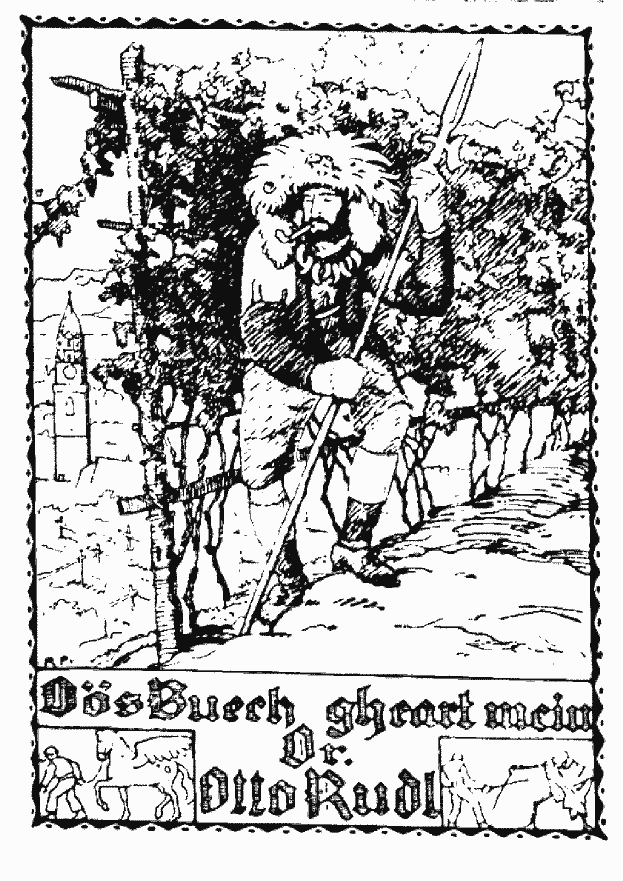
Ex libris Otto Rudls von ca. 1920 mit dem Motiv eines Saltners

Als Sohn eines bereits 1872 verstorbenen Buchdruckers geboren, wuchs er nach weiterer Heirat seiner Mutter in Marling und Meran auf. Nach seinem Abschluss am Benediktinergymnasium Meran 1890 studierte Rudl in Innsbruck Medizin. Während seines Studiums wurde er 1891 Mitglied der Akademischen Burschenschaft der Pappenheimer Innsbruck. Er war auch Mitglied des Akademischen Gesangsvereins Innsbruck. 1898 wurde Rudl in Innsbruck zum Dr. med. promoviert. Nach seiner Zeit als Einjährig-Freiwilliger wurde er Gemeindearzt in Partschins und Sarnthein. Ab 1909 war er als Stadtarzt in Bozen tätig.
Er widmete sich medizinhistorischen Forschungen über Tirol und verfasste Geschichten in Meraner/Burggräfler Mundart. Rudolf Greinz vermittelte ihn an einen Verlag in Leipzig, der 1895 Rudls erste von später zehn Hiesl-Geschichten veröffentlichte. Rudl veröffentlichte auch in der Monatszeitschrift Der Schlern.
Franz von Defregger fertigte eine Skizze von Rudl an.
Rudl vermachte seine umfangreiche Bibliothek der Südtiroler Landesbibliothek „Dr. Friedrich Teßmann“.

## Veröffentlichungen (Auswahl)
- Lustige Geschichtlen vom Tiroler Hiesl. Leipzig 1895.
- Neue luftige Gschichtlen vom Tiroler Hiesl. Innsbruck 1905.
- Hieselgeschichten, Band 1: Die Abenteuer des Hiesl. Innsbruck 1918.
- Hieselgeschichten, Band 2: Holla, der Hiesl kommt! Innsbruck 1918.
- Hieselgeschichten, Band 3: Der Hiesl auf Reisen. Innsbruck 1918.
- Hieselgeschichten, Band 4: Der Hiesl im Krieg. Innsbruck 1918.
- Der Hiesl in Walschlond. Stuttgart 1921.
- Ba dr Basl in dr Silbergroß. Innsbruck 1925.
- Zur Geschichte der Schwarz-Adler-Apotheke in Bozen. (Plauderei zur Geschichte der Medizin in Tirol und Vorarlberg.) 1925.
- Der Hiesl am Boazner Lido. Bozen 1933.
- Lustige Hieslgeschichten. Innsbruck 1941.